# Zinba
Zinba (神魄) è una serie animata cinese prodotta da Alpha Culture Animation e Chongqing Cmay Animation composta da 52 episodi trasmessi dal 2013.
In Italia sono andati in onda solo i primi 2 episodi su K2 il 12 settembre 2017 in tardo orario dopo la mezzanotte: una fascia utilizzata di solito per le repliche.

## Trama
Lo Zinba è una creatura gigante che si alimenta con l'energia della Pietra della Forza, quando uno Zinba si connette ad un Linker (essere umano) può evolvere al suo massimo livello di potere. Kan giunto da un altro mondo, ha scoperto di essere un Linker connettendosi con lo Zinba Kingstar; insieme hanno dichiarato guerra alle forze del male determinate ad assumere il controllo delle Pietre della Forza.

## Personaggi
Kan
Doppiato da: ? (ed. originale), Tatiana Dessi (ed. italiana)

Shibuki
Doppiato da: ? (ed. originale), Mattia Nissolino (ed. italiana)

Uranus
Doppiato da: ? (ed. originale), Daniele Giuliani (ed. italiana)

Mel
Doppiata da: ? (ed. originale), Ludovica Bebi (ed. italiana)

Sam
Doppiato da: ? (ed. originale), Stefano Sperduti (ed. italiana)

Capitano Yeager
Doppiato da: ? (ed. originale), Manuel Meli (ed. italiana)

Kingstar
Doppiato da: ? (ed. originale), Antonella Baldini (ed. italiana)
Zinba di Kan
Windy
Zinba di Shibuki doppiato da Germana Savo

Alma
Zinba di Uranus

## Doppiaggio
Il doppiaggio italiano è opera di CD Cine Dubbing a cura di Mariagrazia Boccardo, la direzione del doppiaggio è stata affidata ad Antonella Baldini con l'assistenza di Luciano De Santis. L'adattamento dei dialoghi sono di Emanuela Amato e Maria Teresa Cella. Nonostante siano stati doppiati 26 episodi, K2 non ha mai trasmesso la serie (ad eccezione dei primi 2 episodi nella fascia notturna).

### Sigle
- Opening: Promise
- Ending: Kaleidoscope

## Episodi
| N° | Titolo originale   | Titolo italiano      | Data Italia       |
| -- | ------------------ | -------------------- | ----------------- |
| 1  | 相遇               | Progetto Zinba       | 12 settembre 2017 |
| 2  | 加入达克斯         | Il team DUX          | 12 settembre 2017 |
| 3  | 初战九点钟队       | Il team Nine O'Clock |                   |
| 4  | 再战九点钟队       |                      |                   |
| 5  | 山洞拯救           |                      |                   |
| 6  | 强劲的对手 赫强    |                      |                   |
| 7  | 左木的魅力         |                      |                   |
| 8  | 乌鲁鲁的故事       |                      |                   |
| 9  | 再战赫强的双神魄   |                      |                   |
| 10 | 神魄禁止地带       |                      |                   |
| 11 | 碧海的主人         |                      |                   |
| 12 | 赫强的本性         |                      |                   |
| 13 | 平民身份的达克斯   |                      |                   |
| 14 | 进入新格兰         |                      |                   |
| 15 | 神魄杂技团         |                      |                   |
| 16 | 超限机械兵登场     |                      |                   |
| 17 | 黄道巨蟹登场       |                      |                   |
| 18 | 隐翅虫登场         |                      |                   |
| 19 | 海的激战           |                      |                   |
| 20 | 温泉休假日         |                      |                   |
| 21 | 三方混战           |                      |                   |
| 22 | 恶魔之手渐渐靠近   |                      |                   |
| 23 | 提米珍珠           |                      |                   |
| 24 | 决战前夜           |                      |                   |
| 25 | 对战九点钟队       |                      |                   |
| 26 | 大决战             |                      |                   |
| 27 | 进入西鲁亚         |                      |                   |
| 28 | 神魄竞技大赛       |                      |                   |
| 29 | 加油 关凯          |                      |                   |
| 30 | 朋友重逢           |                      |                   |
| 31 | 塔图的影子         |                      |                   |
| 32 | 追赶向蒙           |                      |                   |
| 33 | 神魄小镇           |                      |                   |
| 34 | 天翔飞鸟的哥哥     |                      |                   |
| 35 | 传说中的召唤者     |                      |                   |
| 36 | 达克斯再集结       |                      |                   |
| 37 | 提升力量的果实     |                      |                   |
| 38 | 当达克斯遇见达克斯 |                      |                   |
| 39 | 父子情             |                      |                   |
| 40 | 狂猩机人           |                      |                   |
| 41 | 一天的友情         |                      |                   |
| 42 | 人造神魄           |                      |                   |
| 43 | 召唤者之节         |                      |                   |
| 44 | 离别的预感         |                      |                   |
| 45 | 马休的神魄         |                      |                   |
| 46 | 三魄神             |                      |                   |
| 47 | 恐怖的神魄之笛     |                      |                   |
| 48 | 进入死亡之塔       |                      |                   |
| 49 | 死亡之塔的激战     |                      |                   |
| 50 | 最后的激战         |                      |                   |
| 51 | 反连系             |                      |                   |
| 52 | 神魄、人类和机械   |                      |                   |